# ナディア・アリ
ナディア・アリ（英: Nadia Ali、ウルドゥー語:  نادیہ علی、1980年8月3日 - ）はパキスタン系アメリカ人のシンガーソングライター。アリは2001年に音楽ユニット iiO のリートボーカルとして世に知られるようになり、そのデビューシングル「Rapture」は全英シングルチャートで2位に入り、他にもいくつかの欧州のチャートでランクインした。2006年の「Is It Love?」はビルボード Hot Dance Club Play チャートで1位になった。
2005年にソロ活動を始めて以降、アリはエレクトロニック・ダンス・ミュージック（EDM）のボーカリストとなり、2009年にはソロとしてのデビューアルバム『Embers』を発表した。同作からシングルカットした3曲はビルボード Hot Dance Club Play チャートのトップ10に入り、特に「Love Story」は1位になった。
2010年にアリは、歌手キャリア10周年の記念としてリミックス・コンピレーションアルバム『Queen of Clubs Trilogy』（クラブの女王三部作）を発表し、唯一のシングルカットとして再リリースされた「Rapture」は今回も欧州でチャート上位に入った。2011年にスターキラーズおよびアレックス・ケンジと組んでリリースした「Pressure」はクラブやフェスティバルの定番曲となり、International Dance Music Award を受賞した。2012年にリリースした「Must Be The Love」では BT およびアーティとコラボレーションした。

## 経歴

### 1980年–2005年：生い立ちと iiO
ナディア・アリは1980年にリビアのトリポリで、パキスタン人の両親の元に生まれた。一家は彼女が5歳の時にそこを離れ、ニューヨークのクイーンズ地区で育った。
アリは17歳の時に、ニューヨークのヴェルサーチで働き始めた。そして店の同僚が彼女を音楽プロデューサーのマークース・モウゼに紹介した。モウゼは、ドイツのとあるガール・グループの楽曲でコラボレーションできる女性歌手（シャンテューズ）を探しているところだった。結局二人は、モウゼがプロデューサー、アリが作詞とボーカルを担当するという形で共同制作した。アリの最初の作品はシングル「Rapture」で、オーストラリア人のナイトクラブ後援者との出会いに基づいて30分で書き上げた曲だった。この曲のデモは2001年にニューヨークのクラブ Twilo で流され、BBC Radio 1 の番組でデモを流した DJ の Pete Tong に早くから気に入られた。この曲はその後、Sasha、Danny Tenaglia、Sander Kleinenberg といった有名 DJ らに気に入られ、夏の間にイビサで頻繁に流されるようになった。この曲は2001年後半にミニストリー・オブ・サウンドからシングルとしてリリースされて商業的にも成功し、全英シングルチャートとビルボードの Hot Dance Club Play チャートで2位に入り、欧州のいくつかの国でもチャートインした。アリが言うところでは、「Rapture」のヒットが iiO の結成につながった。というのも、2人が当初取り組んでいたのはダンス・ミュージックとはおよそ異なるもので、「Rapture」のシングルを売り込むにあたり何かユニット名を考えるように言われたからだ。当初はアリが作詞に使っていたソニー製ノートパソコン VAIO にちなんで Vaiio という名をつけていた。二人は海外ツアーを回り、「At the End」、「Runaway」、「Smooth」、「Kiss You」といった何枚かのシングルを出した。2005年には iiO として最初のスタジオ・アルバム『Poetica』をリリースした。
アリはソロ活動に専念するため2005年に iiO を脱退したが、モウゼはその後もアリをボーカルとして iiO 名義の作品のリリースを続けた。有名なものとしては、ビルボードの Hot Dance Club Play チャートで全米1位になった2006年のシングル「Is It Love?」、2007年のリミックス・アルバム『Reconstruction Time: The Best Of iiO Remixed』、2011年のスタジオ・アルバム『Exit 110』がある。

### 2006年–2009年：『Embers』

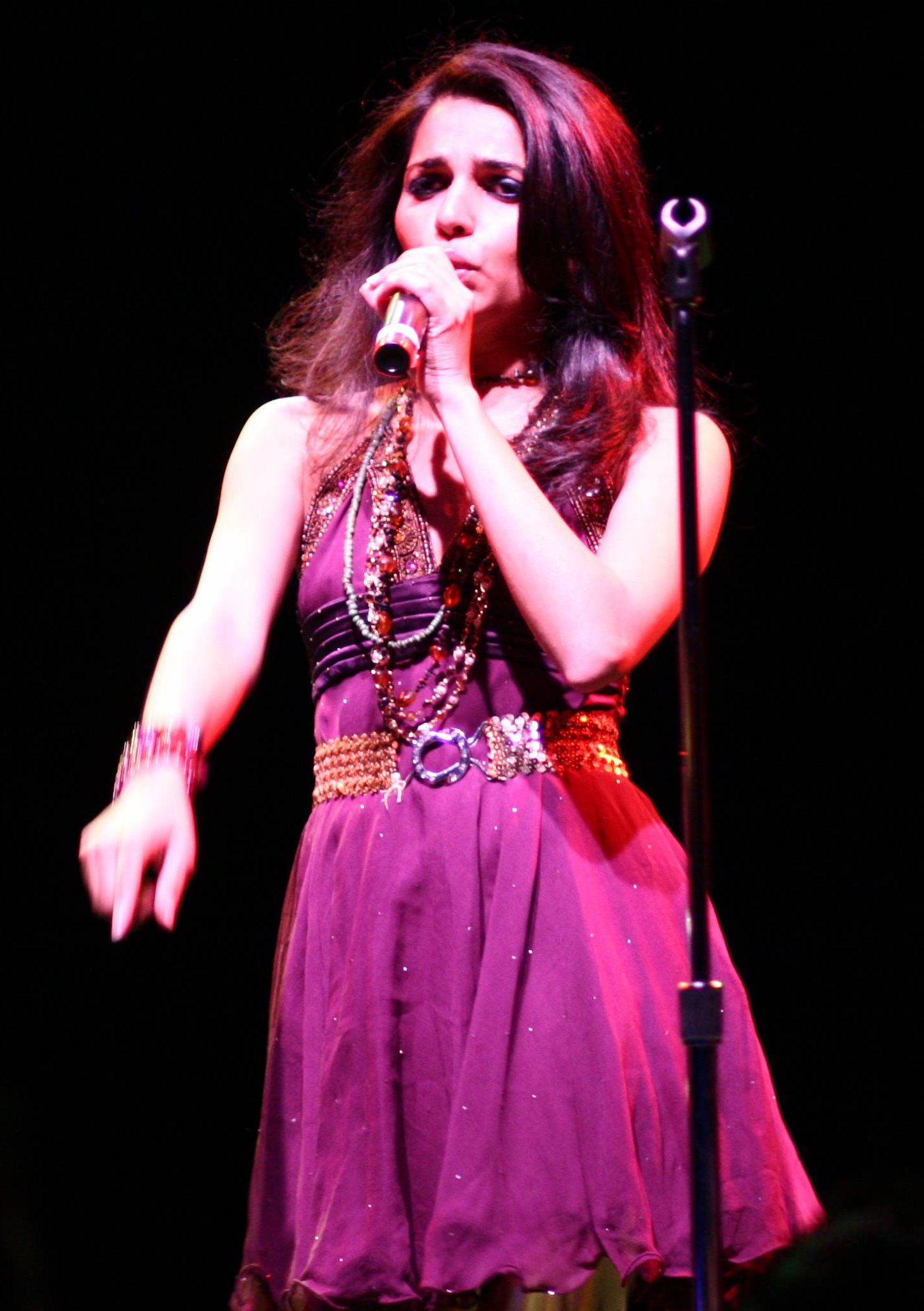
2006年、ボストンの Avalon にて

アリは iiO を脱退してすぐにソロデビュー・アルバムの制作に取り掛かったが、アルバム完成まで4年を要することになる。彼女の最初のソロ作品は、2006年のシングル「Who is Watching?」で、オランダの DJ アーミン・ヴァン・ビューレンとのコラボレーションによるものであり、彼のアルバム『Shivers』に収録された。2006年にリリースした「Something to Lose」は歌手のロスコとのデュエットであり、ジョン・クリーマ&ステイファン・Kがプロデュースし、ウルトラ・レコードからリリースされた。この曲はロジャー・サーンチェイスの『Release Yourself, Vol. 5』に収録され、そのアルバムにはディープ・ディッシュの Sharam Tayebi によるグローバル・アンダーグラウンドでのデビュー曲「Dubai」も収められている。
2008年6月に彼女は、後にリリースすることになるソロ・アルバムからの1枚目のシングルとして「Crash and Burn」をリリースした。このシングルはクラブでの受けが良く、ビルボードの Dance Club Songs チャートで6位に入った。2枚目のシングル「Love Story」は、まだタイトル未定のアルバムからとして2009年2月にリリースされた。これは2009年4月にビルボードの Hot Dance Club Play チャートで1位となり、マイアミで毎年開かれるエレクトロニック音楽フェス「Winter Music Conference」にて 2010 International Dance Music Awards の Best Progressive/House Track にノミネートされた。アリは2009年3月に、米国の大手音楽メディア・サイト「MTV Iggy」で特集され、そこで「Rapture」、「Crash and Burn」、「Love Story」のライブ映像が収録された。
3枚目のシングル「Fine Print」は2009年7月にリリースされた。このシングルは初のソロ・アルバム『Embers』に先立つものだとアリは発表した。「Fine Print」はビルボードの Hot Dance Club Play チャートで4位に入った。そして2009年9月にアルバム『Embers』が、サルタン&ネド・シェパド、アレックス・セイズ、スコット・フリッツとの共同制作で、アリ自身のレーベル、スマイル・イン・ベッド・レコードからリリースされた。『Embers』は概して肯定的な評価を得、About.com のチェイス・グラーンは「印象的な楽曲を収めた、洗練され美味なアルバム」とコメントした。ラケット・マガジンのゲイル・ナヴァロウは、アリの曲作りについて「魅惑的なボーカルが混じり合った官能的なサウンドというだけではない。彼女の曲作りには強く惹きつけられるものがある」と称賛した。アリはこのアルバムをリリースするにあたり、自らのレコードレーベルを立ち上げた理由として、曲作りに干渉されず、制作スケジュールを押し付けられることもないという点を挙げている。
アリは2009年にコラボレーション作品を2点リリースした。一つは DJ トカディスコと組んだ「Better Run」で、彼のアルバム『TOCA 128.0 FM』に収められた。もう一つはサージ・デヴァントと組んだ「12 Wives In Tehran」で、彼のアルバム『Wanderer』に収められた。

### 2010年–2011年：『Queen of Clubs Trilogy』
アリの2010年の最初のリリースは、ドイツのプロデューサーであるシラーと組んだ「Try」で、彼のアルバム『Atemlos』のリード・シングルとなり、そのミュージック・ビデオは2010年2月に YouTube で公開された。2010年4月にアリは、『Embers』からの4枚目のシングルとなる「Fantasy」をリリースした。この曲はアリの Facebook で行なわれたファン投票でシングルに選ばれた。ミュージック・ビデオにはモーガン・ペイジによるリミックスが使われ、アリの次のプロジェクト『Queen of Clubs Trilogy: The Best of Nadia Ali Remixed』（クラブの女王三部作）の前振りという形になっている。三部作はそれぞれ『Ruby Edition』（2010年8月）、『Onyx Edition』（2010年10月）、『Diamond Edition』（2010年12月）としてリリースされた。これはアーミン・ヴァン・ビューレン、ガレス・エメリ、アヴィーチーなどの著名な DJ やプロデューサーらとコレボレーションし、リミックスされたものである。
MTV は、アリの10年にわたるキャリアを以って、彼女は EDM の「不動の女帝」の一人であり、「クラブの女王三部作」は「実にふさわしいタイトル」と評した。彼女はダンスミュージックの「決定的」で「手堅い」ボーカルとして著名であり、その分野に「恵みをもたらし」「活を入れた」と言われている。アリは様々な DJ やプロデューサーからコラボレーションを持ちかけられる存在になっている。男性アーティストと DJ が主役でボーカリストが脇役に過ぎなかったジャンルにおいて名声を得たことで、彼女は評価されている。この事についてアリ自身は、DJ と対等の立場に立つことであり諸刃の剣だと述べている。2010年12月、モーガン・ペイジのリミックスによる「Fantasy」がグラミー賞の Best Remixed Recording, Non-Classical 部門にノミネートされたことで、彼女は初めてグラミー賞候補になった。
トリスタン・ガーナ、ガレス・エメリ、アヴィーチーのリミックスで「クラブの女王三部作」に収められた、iiO での初シングル「Rapture」は、シングルとして再リリースされた。このリミックスのために作られた新しいミュージック・ビデオは、「クラブの女王」というテーマに基づいて撮影され、2011年1月24日に公開された。この曲はルーマニアのヒットチャート「ロマニアン・トップ100」で3位に入り、欧州の他の国々でもチャートインした。

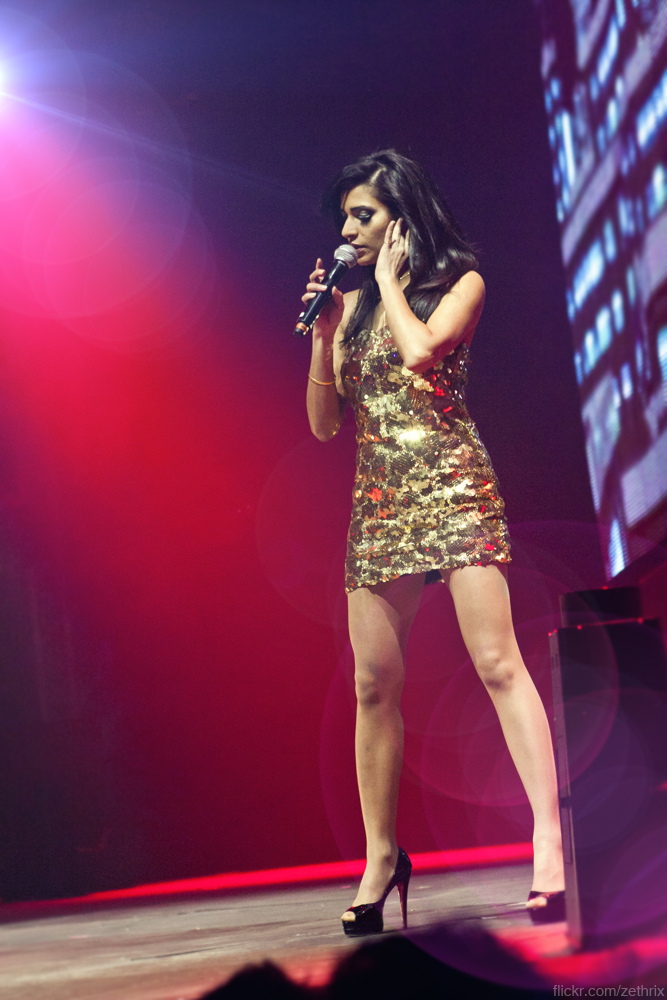
2011年、ポーランドの EDM イベント Armin Only にて

2010年を通して、DJ やプロデューサーらとアリとのコラボレーション作品がリリースされた。例として、複数のコンピレーション・アルバムに収められたドレズデン・アンド・ジョンストンとのコラボレーション「That Day」のリミックス、スイスのデュオのクリス・リースとコラボレーションし7月13日にリリースされた「The Notice」がある。また、アーミン・ヴァン・ビューレンがその4枚目のアルバム『Mirage』に収めた曲「Feels So Good」にもアリは参加している。それはアルバムからの5枚目のシングルとしてリリースされ、第27回 International Dance Music Awards で Best Trance Track に投票で選ばれた。
2011年にアリは複数の DJ やプロデューサーとのコレボレーション作品のリリースを発表した。まず、デュオのサルタン&ネド・シェパドとコレボレーションした「Call My Name」で、ハーレム・レコードから2月9日にリリースされた。この曲はクラブで好評を得て、ビルボードの Hot Dance Club Play Chart で5位になった。スターキラーズ、アレックス・ケンジとコラボレーションした「Pressure」は2月15日にスピニン・レコードからリリースされた。アレッソがリミックスした「Pressure」はクラブやフェスティバルの定番曲となり、アーミン・ヴァン・ビューレン、ティエスト、スウェディッシュハウスマフィア、カルヴィン・ハリスなどの有名 DJ から支持され、第27回 International Dance Music Awards で Best Progressive House Track に投票で選ばれた。
4月に、アリをボーカルとした iiO のスタジオアルバム『Exit 110』がリリースされた。5月23日にアレックス・セイズとコラボレーションした「Free To Go」が Zouk Recordings からリリースされた。アリはサンダー・ヴァン・ドーンの2枚目のスタジオ・アルバム『Eleve11』の「Rolling the Dice」で、ヴァン・ドーン、シドニ・サムスンと共演した。次いでドイツのデュオのスペンサー&ヒルとコラボレーションした「Believe It」を10月3日に Wall Recordings からリリースした。そしてスターキラーズと再びコラボレーションしたシングル「Keep It Coming」を12月26日にスピニン・レコードからリリースした。

### 2012年–2015年

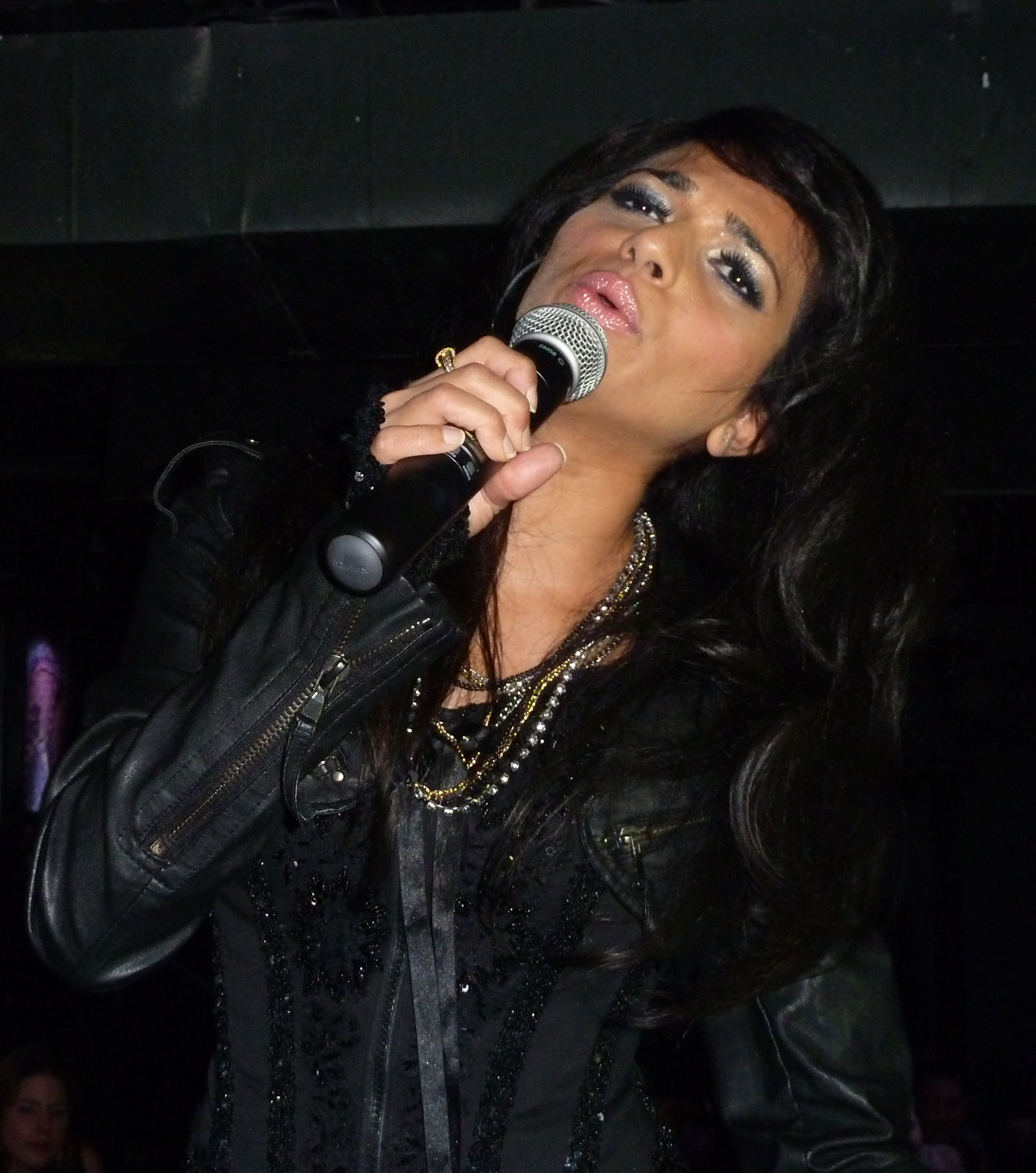
2011年、ワシントンの Josephine's にて

2010年2月の時点で、アリは2枚目のスタジオ・アルバム制作に取り組み始めていた。アルバムからのリード・シングル「When It Rains」のミュージック・ビデオは2011年8月に YouTube のチャンネルで公開された。
2012年5月にアリは、26年間住んだニューヨークから、変化を求めてロサンゼルスに転居したと公表した。
2012年の最初のリリースは「This Is Your Life」で、スイスの DJ EDX のアルバム『On the Edge』からの4枚目のシングルとなった。次いで、モーガン・ペイジとコラボレーションした「Carry Me」を、彼の3枚目のスタジオ・アルバム『In the Air』からの4枚目のシングルとしてリリースした。さらに「Must Be the Love」を、BT の9枚目のスタジオ・アルバム『A Song Across Wires』のリード・シングルとして、BT、アーティ、アリの共作でリリースした。2012年にアリは、次のアルバムとして『Phoenix』を予告したが、2015年の時点でまだリリースに至っていない。
2012年に彼女は婚約を公表し、2013年10月に結婚した。
2014年1月に彼女は、ポリスの曲「ロクサーヌ」のアコースティック風カバーをフリー・ダウンロードとしてリリースした。2015年9月には PANG! とコラボレーションし、2011年以降久しぶりにリード・アーティストとしてシングル「All In My Head」をリリースした。

## 音楽スタイルと影響
アリはおそらく、その特徴的な歌声と歌唱力で最も知られていると言える。MOBO の Reema Kumari Jadeja は彼女の作品を「多幸感と憂鬱感を見事に包み込んだアリの特徴的な音楽スタイルは、知的なエレクトロニカに愛撫され、ソウルミュージックに力づけられた、東洋的な神秘さが感じられる」と表現している。『Embers』の曲はマドンナの全盛期の作品とスティーヴィー・ニックスの「現代的再解釈」になぞらえられる。ビルボード誌は彼女の歌声を「それ自身がとても生き生きしたものを持っている」と賞賛している。アリは幅広いジャンルのアーティストから影響を受けてきており、アリ自身は東洋系の出自とクイーンズ区で育ったことが大きいと述べている。最も影響を受けたものとして、オルタナティヴ、フォークそしてパキスタンの音楽を挙げている。またボーカルと作曲に影響を受けたものとして、スティーヴィー・ニックス、ヌスラト・ファテー・アリー・ハーン、マドンナ、シャーデー、ボノを挙げている。
彼女のデビュー・アルバムは、エレクトロニカ、アコースティック、中東音楽の混淆と言われている。彼女はその作曲の手腕でも評価されており、日常の個人的体験を描写したその曲は、聴く者の心の琴線に強く触れるものである。

## ディスコグラフィー

### アルバム

#### スタジオ・アルバム
| タイトル | 詳細                                                                                    | 出典   |
| -------- | --------------------------------------------------------------------------------------- | ------ |
| Embers   | - リリース日: 2009年9月15日 - レーベル: Smile in Bed - 形式: CD、デジタル・ダウンロード | [ 60 ] |

#### コンピレーション・アルバム
| タイトル                                | 詳細                                                                                 | 出典   |
| --------------------------------------- | ------------------------------------------------------------------------------------ | ------ |
| Queen of Clubs Trilogy: Ruby Edition    | - リリース日: 2010年8月31日 - レーベル: Smile in Bed - 形式: デジタル・ダウンロード  | [ 61 ] |
| Queen of Clubs Trilogy: Onyx Edition    | - リリース日: 2010年10月28日 - レーベル: Smile in Bed - 形式: デジタル・ダウンロード | [ 61 ] |
| Queen of Clubs Trilogy: Diamond Edition | - リリース日: 2010年12月21日 - レーベル: Smile in Bed - 形式: デジタル・ダウンロード | [ 61 ] |

### シングル

#### リード・アーティストとして
| タイトル                                                                       | 年   | チャート成績 | チャート成績 | チャート成績 | チャート成績 | チャート成績 | チャート成績 | チャート成績 | チャート成績 | アルバム               | 出 典  |
| タイトル                                                                       | 年   | 米 Dance     | 白 (Fla)     | 白 (Wal)     | 瑞           | 仏           | 蘭           | 羅           | 英           | アルバム               | 出 典  |
| ------------------------------------------------------------------------------ | ---- | ------------ | ------------ | ------------ | ------------ | ------------ | ------------ | ------------ | ------------ | ---------------------- | ------ |
| "Crash and Burn"                                                               | 2008 | 6            | —            | —            | —            | —            | —            | —            | —            | Embers                 | [ 70 ] |
| "Love Story"                                                                   | 2009 | 1            | —            | —            | —            | —            | —            | —            | —            | Embers                 | [ 71 ] |
| "Fine Print"                                                                   | 2010 | 4            | —            | —            | —            | —            | —            | —            | —            | Embers                 | [ 72 ] |
| "Fantasy"                                                                      | 2010 | —            | —            | —            | —            | —            | —            | —            | —            | Embers                 | [ 73 ] |
| "Rapture"                                                                      | 2010 | —            | 28           | 17           | 63           | 24           | 77           | 3            | 40           | Queen of Clubs Trilogy | [ 74 ] |
| "Pressure" (With Starkillers & Alex Kenji)                                     | 2011 | —            | 37           | 16           | —            | —            | 97           | —            | —            | 収録なし               | [ 75 ] |
| "When It Rains"                                                                | 2011 | —            | —            | —            | —            | —            | —            | —            | —            | Phoenix                | [ 76 ] |
| "All In My Head" (With PANG!)                                                  | 2015 | —            | —            | —            | —            | —            | —            | —            | —            | 収録なし               | [ 58 ] |
| "—" はチャートインしなかった、もしくはその国でリリースされなかったことを示す。 |      |              |              |              |              |              |              |              |              |                        |        |

#### フィーチャード・アーティストとして
| タイトル                                                                       | 年   | チャート成績 | チャート成績 | チャート成績 | チャート成績 | アルバム            | 出 典  |
| タイトル                                                                       | 年   | 米 Dance     | 白 (Fla)     | 芬           | 独           | アルバム            | 出 典  |
| ------------------------------------------------------------------------------ | ---- | ------------ | ------------ | ------------ | ------------ | ------------------- | ------ |
| "Who Is Watching" (Armin van Buuren featuring Nadia Ali)                       | 2006 | —            | —            | 19           | —            | Shivers             | [ 79 ] |
| "Something to Lose" (Creamer & K featuring Nadia Ali & Rosko)                  | 2006 | —            | —            | —            | —            | 収録なし            | [ 80 ] |
| "12 Wives In Tehran" (Serge Devant featuring Nadia Ali)                        | 2009 | —            | —            | —            | —            | Wanderer            | [ 81 ] |
| "Better Run" (Tocadisco & Nadia Ali)                                           | 2009 | —            | 15           | —            | —            | TOCA 128.0 FM       | [ 82 ] |
| "Try" (Schiller with Nadia Ali)                                                | 2010 | —            | —            | —            | 58           | Atemlos             | [ 83 ] |
| "The Notice" (Chris Reece & Nadia Ali)                                         | 2010 | —            | —            | —            | —            | The Divine Circle   | [ 84 ] |
| "Call My Name" (Sultan & Ned Shepard featuring Nadia Ali)                      | 2011 | 5            | —            | —            | —            | 収録なし            | [ 85 ] |
| "Free to Go" (Alex Sayz featuring Nadia Ali)                                   | 2011 | —            | —            | —            | —            | Pulse: 128—130      | [ 86 ] |
| "Feels So Good" (Armin van Buuren featuring Nadia Ali)                         | 2011 | —            | —            | —            | —            | Mirage              | [ 87 ] |
| "Believe It" (Spencer & Hill & Nadia Ali)                                      | 2011 | —            | 72           | —            | —            | 収録なし            | [ 46 ] |
| "Keep it Coming" (Starkillers & Nadia Ali)                                     | 2011 | —            | —            | —            | —            | 収録なし            | [ 47 ] |
| "This Is Your Life" (EDX & Nadia Ali)                                          | 2012 | —            | —            | —            | —            | On the Edge         | [ 88 ] |
| "Must Be The Love" (Arty, Nadia Ali & BT)                                      | 2012 | —            | —            | —            | —            | A Song Across Wires | [ 89 ] |
| "Carry Me" (Morgan Page & Nadia Ali)                                           | 2013 | —            | —            | —            | —            | In the Air          | [ 90 ] |
| "—" はチャートインしなかった、もしくはその国でリリースされなかったことを示す。 |      |              |              |              |              |                     |        |

### ミュージック・ビデオ
| タイトル                      | 年    | ディレクター                           |
| ----------------------------- | ----- | -------------------------------------- |
| "Love Story"                  | 2009  | Phil Di Fiore                          |
| "Try"                         | 2010  | Marcus Sternberg                       |
| "Fantasy" (Morgan Page Remix) | 2010  | Ryan Littman and Berman Fenelus        |
| "Fantasy" (Album Edit)        | 2010  | Ryan Littman and Berman Fenelus        |
| "The Notice"                  | 2010  | Jelle Posthuma                         |
| "Rapture" (Avicii Remix)      | "2011 | Brando Neverland                       |
| "Call My Name"                | "2011 | Nicholas Cambata                       |
| "Feels So Good"               | "2011 | Jelle Posthuma                         |
| "Pressure" (Alesso Radio Mix) | "2011 | Brando Neverland                       |
| "When It Rains"               | "2011 | Brando Neverland                       |
| "Believe It" (Cazzette Remix) | "2012 | Svenno Koemans                         |
| "This Is Your Life"           | "2012 | Anthony Chirco and Travis John Hoffman |
| "That Day"                    | "2012 | Brando Bowthorpe                       |
| "Must Be the Love"            | 2013  | Svenno Koemans                         |

### その他の作品
以下は、シングルでなく、かつアリのアルバムに収録されていない。
| 曲 | 年   | アルバム                             | 出 典   |
| --- | ---- | ------------------------------------ | ------- |
| "That Day" (Myon & Shane 54 Remix) (Dresden & Johnston featuring Nadia Ali & Mikael Johnston)         | 2010 | International Departures             | [ 104 ] |
| "That Day" (Ana Vida & Lenny Ruckus Remix) (Dresden & Johnston featuring Nadia Ali & Mikael Johnston) | 2010 | Intuition Sessions 2: Rio de Janeiro | [ 105 ] |
| "That Day" (Sydney Blu Remix) (Dresden & Johnston featuring Nadia Ali & Mikael Johnston)              | 2011 | Nervous Nightlife: Live at Mansion   | [ 106 ] |
| "Rolling the Dice" (Sander van Doorn & Sidney Samson" featuring Nadia Ali)                            | 2011 | Eleve11                              | [ 45 ]  |
| "Roxanne"                                                                                             | 2014 | Non-album song                       | [A]     |

### 作曲
以下はアリが作曲し、アリのスタジオアルバムに収録されておらず、他のアーティストにのみ演じられた曲である。
| 曲                 | 年   | アルバム/シングル  | 演者                       | 出典 |
| ------------------ | ---- | ------------------ | -------------------------- | ---- |
| "Sometimes I Wish" | 2011 | Piercing The Quiet | Tritonal featuring Bethany | [B]  |

Notes
- A. ^"Roxanne" のオリジナルはポリスが1978年に発表したもので、アリがカバーし、フリー・ダウンロードとしてリリースされた。
- B. ^ Bethany Cosentino との共作。

## 受賞歴
| 年   | ノミネート対象  | 賞                                                                       | 結果 |
| ---- | --------------- | ------------------------------------------------------------------------ | ---- |
| 2012 | "Feels So Good" | 第27回 International Dance Music Awards にて Best Trance Track 部門      | 受賞 |
| 2012 | "Pressure"      | 第27回 International Dance Music Awards にて Best Progressive Track 部門 | 受賞 |